# Chiesa di Sant'Antonio Abate (Brenzone sul Garda)
La chiesa di Sant'Antonio Abate è una chiesa cattolica situata a Biaza, frazione del comune di Brenzone sul Garda, in provincia di Verona; è sussidiaria della parrocchiale di San Carlo Borromeo di Castelletto, e fa parte della diocesi di Verona.

## Storia

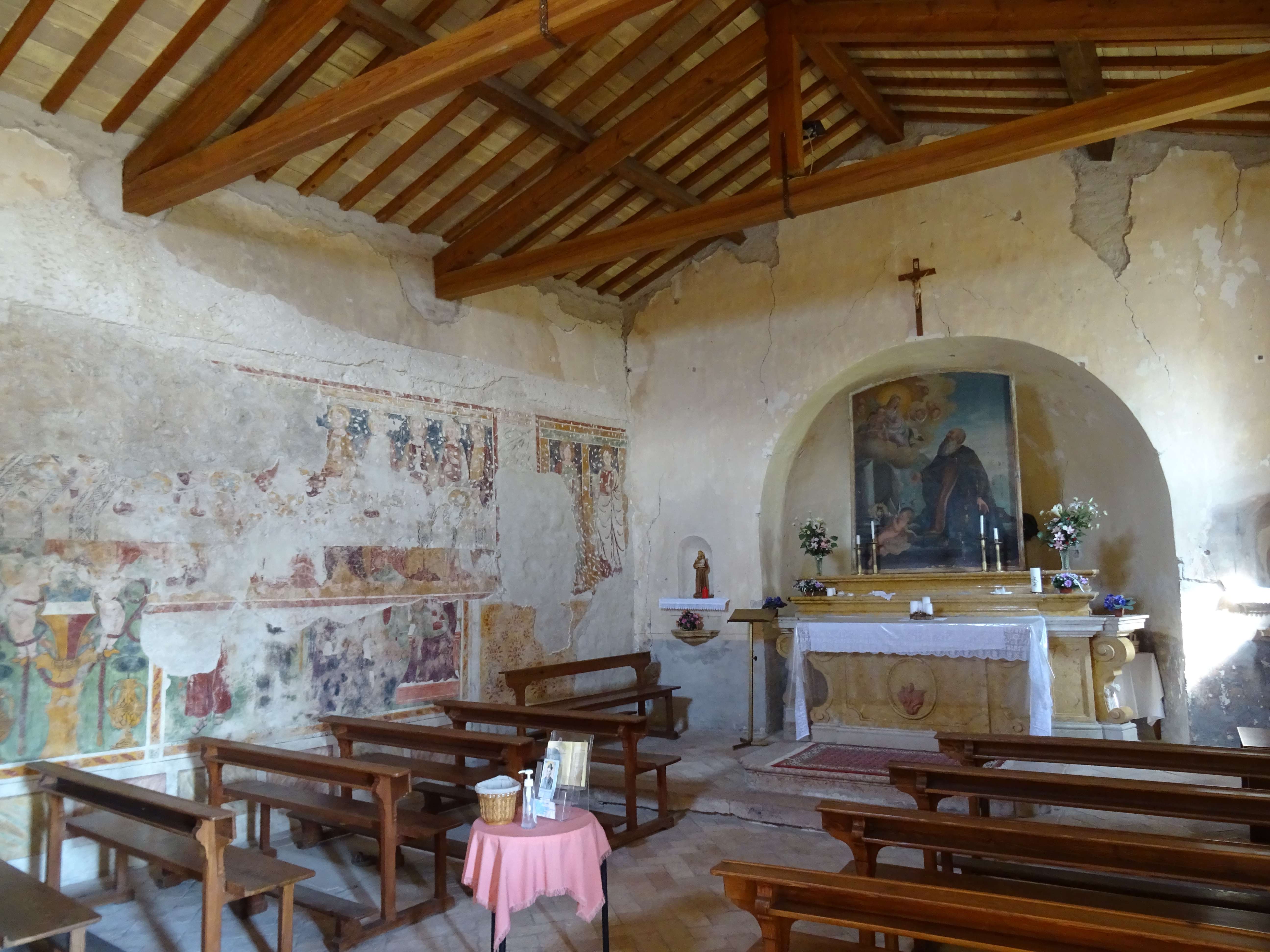
Interno

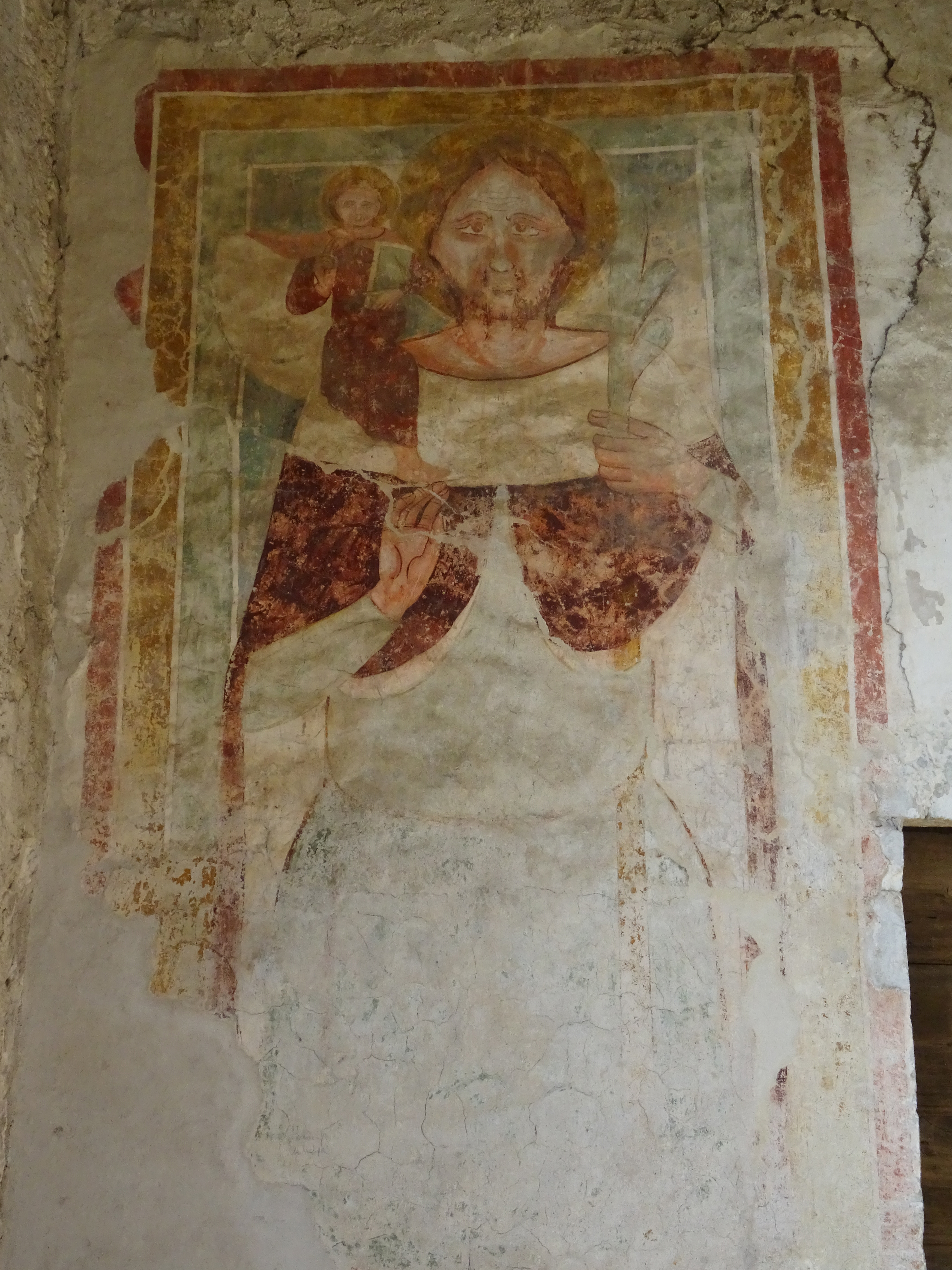
L'affresco di san Cristoforo accanto all'ingresso

Al netto di una tradizione che la vorrebbe cappella di un castello già in epoca altomedievale, non si hanno informazioni sulla costruzione di questa chiesa. La prima citazione documentale è nel testamento di un tal Giovanni fu Benedetto da Brenzone, del 1421, che riporta anche l'esistenza di un cimitero adiacente; l'analisi degli affreschi più antichi permette di retrodatarne ulteriormente l'esistenza forse fino alla seconda metà del Trecento, ma è assai probabile che l'edificio esistesse già in precedenza.
La chiesa è citata come "cappella dipendente dalla parrocchiale" in un atto di Ermolao Barbaro del 1456, e a partire dal Cinquecento venne beneficiata dalla famiglia Brenzone, che ottenne su di essa il diritto di giuspatronato. Il 19 luglio 1806 venne chiusa per le soppressioni napoleoniche e passò al demanio; risulta restituita al culto entro il 1833, data di una visita pastorale di Giuseppe Grasser.

## Descrizione

### Esterno

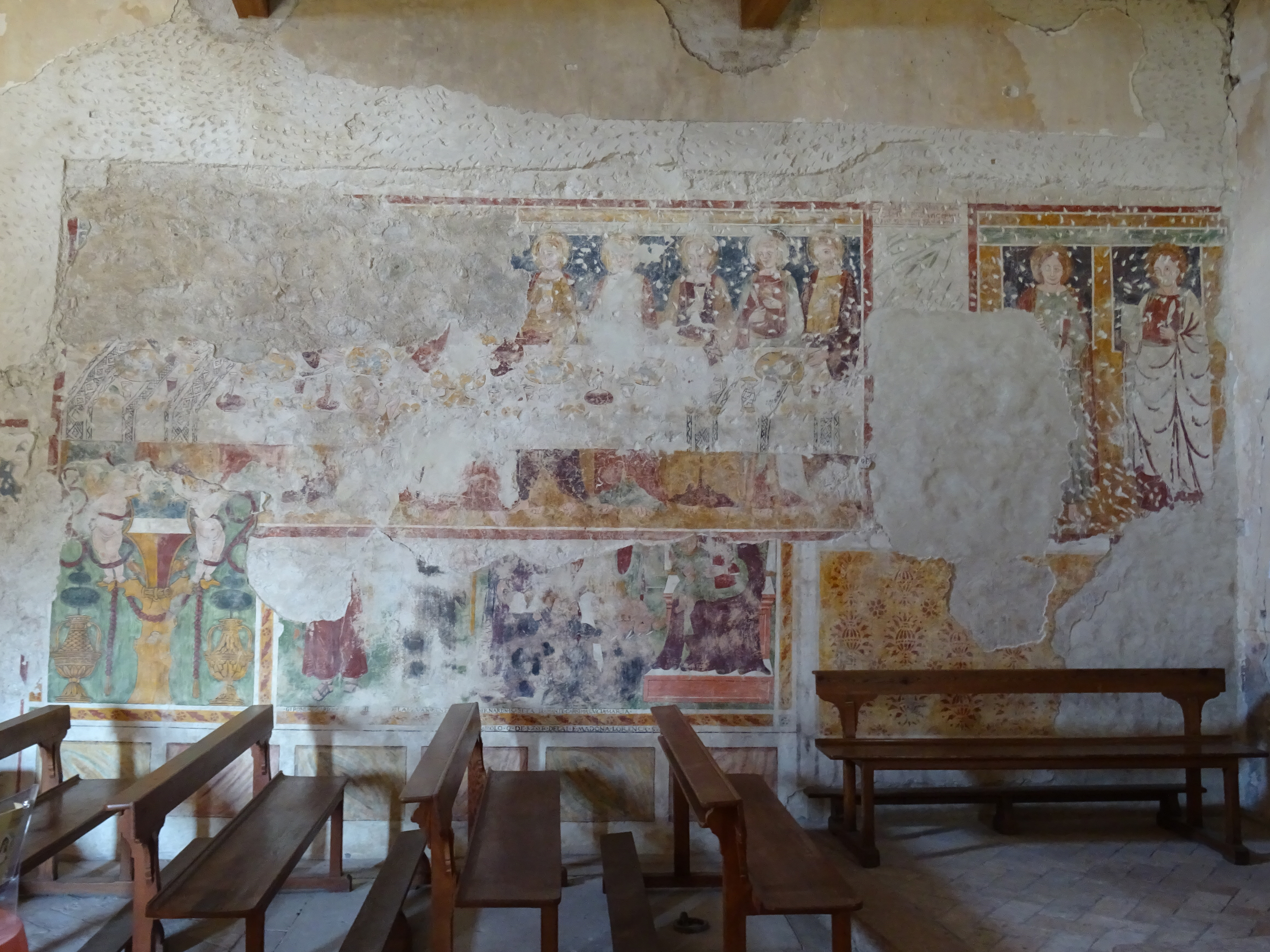
Affreschi della parete settentrionale

La chiesa, orientata a est, sorge in cima ad un alto terrapieno all'estremità occidentale dell'abitato di Biaza (o Biasa), antica contrada di Castelletto; la facciata, aperta solo da un oculo in alto, è rivolta verso il lago di Garda e si staglia sopra alla strada sottostante. Il lato meridionale è caratterizzato da una rustica tettoia, aggettante rispetto alla facciata e poggiata a est contro il campanile, che ripara l'unico ingresso alla chiesa e un affresco tre-quattrocentesco raffigurante san Cristoforo. La torre campanaria è a base quadrata, con cella aperta da monofore a tutto sesto e tettuccio a quattro falde in coppi di laterizio. Oltre il campanile si trova l'unica altra apertura della chiesa, una piccola finestrella rettangolare strombata; la facciata settentrionale invece è cieca, così come il retro, da cui sporge solo la sagoma semicircolare dell'abside.

### Interno
L'interno è ad aula unica rettangolare, coperta da un tetto a due falde con capriate e travature lignee a vista e pavimentata con pianelle di cotto disposte a spina di pesce; la parte terminale dell'aula, rialzata su un gradino di pietra calcare a bianco-rosata, è occupata dal presbiterio, dove si trova l'unico altare, con pala ottocentesca raffigurante Sant'Antonio Abate in adorazione della Vergine; conclude il tutto una piccola abside semicircolare coperta da catino in muratura.
La parete settentrionale è coperta da affreschi frammentari e sovrapposti; uno strato più antico, parzialmente perduto e databile alla metà del Trecento, raffigura un'Ultima Cena, con pane, vino, ma anche gamberi e ciliegie; lo strato più tardo, di fine Quattrocento-inizio Cinquecento, riporta invece lo stemma della famiglia Brenzone e una Madonna con Bambino con un gruppo di devoti ai piedi, nonché i nomi dei probabili committenti, Paolo Brenzone fu Delaido e sua moglie Laurezia; costoro fecero fare anche un monumento funebre, ora perduto, di cui l'affresco era probabilmente a corredo.